# Junebug
Pour plus de détails, voir Fiche technique et Distribution.
Junebug est un film américain réalisé par Phil Morrison sorti en 2005. Le film, inédit en salles en France, est connu pour avoir véritablement lancé la carrière d'Amy Adams. Sa prestation, encensée par la critique, lui vaut d'obtenir plusieurs distinctions, dont le Prix spécial du Jury au Festival de Sundance et une nomination à l'Oscar de la meilleure actrice dans un second rôle.

## Synopsis
Madeleine, directrice d'une galerie d'art de la ville de Chicago, doit se rendre en Caroline du Nord pour convaincre David Wark, un peintre talentueux et excentrique vivant reclus, de participer à une exposition. Or, George, son mari depuis peu, est originaire de la région. La jeune femme, qui va ainsi rencontrer sa belle-famille pour la première fois, est accueillie avec suspicion par Peg et Eugene, les parents de George, et avec hostilité par Johnny, le fils cadet. Seule Ashley, l'épouse enceinte de ce dernier, la considère rapidement comme une sœur...

## Fiche technique
- Titre : Junebug
- Réalisation : Phil Morrison
- Scénario : Angus MacLachlan
- Directeur de la photographie : Peter Donahue
- Musique : Yo La Tengo
- Montage : Joe Klotz
- Distribution des rôles : Mark Bennett
- Décors : David Doernberg et Sara Parks (décors de plateau)
- Costumes : Danielle Kays
- Producteurs : Mindy Goldberg, Mike S. Ryan, Bryan Thomas et Bryan Thomas (line producer)
- Producteurs exécutifs : Mark P. Clein, Ethan D. Leder, Daniel Rappaport et Danny Wolf
- Société de production : Epoch Films
- Société de distribution : Sony Pictures Classics
- Pays de production :  États-Unis
- Durée	 : 106 minutes
- Genre : Comédie dramatique
- Dates de sortie :
  - États-Unis : 5 août 2005
  - France :  19 mai 2005 (Festival de Cannes)
  - Belgique : 22 février 2006

## Distribution
- Embeth Davidtz : Madeleine
- Amy Adams : Ashley Johnsten
- Benjamin McKenzie : Johnny Johnsten[1]
- Alessandro Nivola : George Johnsten
- Celia Weston : Peg Johnsten
- Scott Wilson : Eugene Johnsten
- Frank Hoyt Taylor : David Wark
- Joanne Pankow : Sissy, la sœur de David Wark

## Production
Le monologue à propos de remonter le moral fut utilisé pour l'audition d'Amy Adams. La scène fut également utilisée plus tard pour les talk-shows où la comédienne faisait la promotion.
Le film fut tourné en vingt jours (du 14 juin au 11 juillet 2004). Pour la scène où le personnage d'Amy Adams fait ses exercices assis, le réalisateur Phil Morrison a utilisé un split screen (écran divisé), combinant la tête de l'actrice et la performance d'une vraie femme enceinte.

## Réception

### Accueil critique
Junebug a connu des critiques positifs, obtenant 86 % d'avis positifs sur le site Rotten Tomatoes, basé sur 127 commentaires collectés et une note moyenne de 7.5⁄10. De plus, le « Top Critic » lui attribue 94 %, basé sur 34 commentaires collectés et une note moyenne de 7.7⁄10. Le site Metacritic lui attribue le score de 80⁄100. Pour sa prestation, Amy Adams obtient les éloges de la critique, Carina Chocano du Los Angeles Times note que le rôle de la jeune femme « aurait pu être facilement dévolu dans la caricature ». Joe Leydon, de Variety, commente : « En partie à cause de la générosité de son personnage [...] mais surtout en raison de son charisme, Adams domine avec son image séduisante avec optimisme sans trop porter de jugement pour reconnaître les défauts des autres, mais assez pure pour offrir des encouragements, pas la condamnation ».

### Box-office
| Pays       | Box-office        | Box-office arrêté le... | Nbre de sem. |
| ---------- | ----------------- | ----------------------- | ------------ |
| États-Unis | 2 678 691 dollars | 8 décembre 2005         | 18 sem       |
| Mondial    | 3 399 868 dollars | 6 janvier 2008          | ? sem.       |

Sorti en salles en été 2005 et film indépendant, Junebug n'a pas fait un énorme score durant son exploitation au cinéma. Ayant débuté avec une modeste 68e place avec 25,468 dollars. Pour sa première semaine d'exploitation, le film remonte à la 41e place avec 140,756 dollars. Au fur et à mesure des semaines, le film fait son chemin dans le box-office américain, ayant pour meilleur place la 29e au classement durant deux semaines et engrangeant le million de dollars de recettes. Puis le film chute jusqu'à la fin de son exploitation, finissant sa carrière avec 2 678 691 dollars après 18 semaines.

## Distinctions
- 2005 : Prix Spécial du Jury lors du Festival de Sundance pour Amy Adams
- 2006 : Oscar de la meilleure actrice dans un second rôle pour Amy Adams (nomination)